# Heteronarce
Heteronarce  (лат.) — род скатов семейства нарковых отряда электрических скатов. Это хрящевые рыбы, ведущие донный образ жизни, с крупными, уплощёнными грудными и брюшными плавниками в форме диска, выраженным хвостом и двумя спинными плавниками. Они способны генерировать электрический ток. Обитают в западной части Индийского океана на глубине до 346 м. Максимальная зарегистрированная длина 26 см. Размножаются яйцеживорождением. К роду относят 4 вида. Название рода происходит от слов др.-греч. ἕτερος — «другой из двух», «разный» и др.-греч. νάρκη — «оцепенение»,  «неподвижность».

## Систематика
- Heteronarce bentuviai (Baranes & J. E. Randall, 1989)
- Heteronarce garmani Regan, 1921
- Heteronarce mollis (Lloyd, 1907)
- Heteronarce prabhui Talwar, 1981